# جيوفاني دي ستيفانو
جيوفاني دي ستيفانو (بالإيطالية: Giovanni Di Stefano)‏ هو محامي إيطالي، ولد في 1 يوليو 1955 في Petrella Tifernina ‏ في إيطاليا.